# Villotran
Villotran est une ancienne commune française située dans le département de l'Oise, en région Hauts-de-France.
Elle a fusionné le 1er janvier 2019 avec Beaumont-les-Nonains et La Neuville-Garnier pour former la commune nouvelle des Hauts Talican , dont elle devient une commune déléguée.
Le village abrite un château de style classique et une église du XVIe siècle (Notre-Dame-de-Lorette, en brique, ardoise et silex, initialement chapelle du château).

## Géographie
Villotran se trouve à la jonction du pays de Thelle et du pays de Bray, à 16 km au sud -est de Beauvais.
C'est un des secteurs les plus élevés du département de l'Oise (232 m).

## Histoire
Villotran a décidé de fusionner avec ses voisines, Beaumont-les-Nonains et La Neuville-Garnier, afin de créer la commune nouvelle des Hauts Talican, ce qui est acté par un arrêté préfectoral du 28 septembre 2018 qui a pris effet  le 1er janvier 2019.

### Rattachements administratifs et électoraux
Villotran se trouve dans l'arrondissement de Beauvais du département de l'Oise. Pour l'élection des députés, elle fait partie depuis 1988 de la deuxième circonscription de l'Oise.
Elle faisait partie depuis 1793 du canton d'Auneuil. Dans le cadre du redécoupage cantonal de 2014 en France, la commune est rattachée à celui de Chaumont-en-Vexin, jusqu'à la fusion de 2019.

### Intercommunalité
Villotran faisait partie de la communauté de communes des Sablons jusqu'à la fusion de 2019.

## Politique et administration
| Période                                  | Période       | Identité        | Étiquette | Qualité     |
| ---------------------------------------- | ------------- | --------------- | --------- | ----------- |
| Les données manquantes sont à compléter. |               |                 |           |             |
| mars 2001                                | décembre 2018 | Philippe Logeay |           | Éleveur bio |

| Période      | Période  | Identité        | Étiquette | Qualité     |
| ------------ | -------- | --------------- | --------- | ----------- |
| janvier 2019 | En cours | Philippe Logeay |           | Éleveur bio |

## Démographie
Évolution démographique
L'évolution du nombre d'habitants est connue à travers les recensements de la population effectués dans la commune depuis 1793. Pour les communes de moins de 10 000 habitants, une enquête de recensement portant sur toute la population est réalisée tous les cinq ans, les populations de référence des années intermédiaires étant quant à elles estimées par interpolation ou extrapolation. Pour la commune, le premier recensement exhaustif entrant dans le cadre du nouveau dispositif a été réalisé en 2005.

En 2016, la commune comptait 281 habitants, en évolution de −2,43 % par rapport à 2010 (Oise : +0,87 %, France hors Mayotte : +2,11 %).
| 1793 | 1800 | 1806 | 1821 | 1831 | 1836 | 1841 | 1846 | 1851 |
| ---- | ---- | ---- | ---- | ---- | ---- | ---- | ---- | ---- |
| 245  | 265  | 238  | 206  | 218  | 205  | 212  | 212  | 221  |

| 1856 | 1861 | 1866 | 1872 | 1876 | 1881 | 1886 | 1891 | 1896 |
| ---- | ---- | ---- | ---- | ---- | ---- | ---- | ---- | ---- |
| 220  | 220  | 194  | 183  | 214  | 191  | 187  | 172  | 181  |

| 1901 | 1906 | 1911 | 1921 | 1926 | 1931 | 1936 | 1946 | 1954 |
| ---- | ---- | ---- | ---- | ---- | ---- | ---- | ---- | ---- |
| 150  | 141  | 132  | 144  | 132  | 112  | 111  | 131  | 126  |

| 1962 | 1968 | 1975 | 1982 | 1990 | 1999 | 2005 | 2006 | 2010 |
| ---- | ---- | ---- | ---- | ---- | ---- | ---- | ---- | ---- |
| 125  | 85   | 96   | 129  | 223  | 255  | 277  | 282  | 288  |

| 2015 | 2016 | - | - | - | - | - | - | - |
| ---- | ---- | - | - | - | - | - | - | - |
| 284  | 281  | - | - | - | - | - | - | - |

Pyramide des âges en 2007
La population de la commune est relativement jeune. Le taux de personnes d'un âge supérieur à 60 ans (10,8 %) est en effet inférieur au taux national (21,6 %) et au taux départemental (17,5 %).
Contrairement aux répartitions nationale et départementale, la population masculine de la commune est supérieure à la population féminine (50,2 % contre 48,4 % au niveau national et 49,3 % au niveau départemental).
La répartition de la population de la commune par tranches d'âge est, en 2007, la suivante :
- 50,2 % d’hommes (0 à 14 ans = 20,1 %, 15 à 29 ans = 18,7 %, 30 à 44 ans = 23 %, 45 à 59 ans = 27,3 %, plus de 60 ans = 10,8 %) ;
- 49,8 % de femmes (0 à 14 ans = 27,5 %, 15 à 29 ans = 14,5 %, 30 à 44 ans = 21,7 %, 45 à 59 ans = 25,4 %, plus de 60 ans = 10,8 %).

| Hommes | Classe d’âge | Femmes |
| ------ | ------------ | ------ |
| 0,0    | 90 ans ou +  | 0,7    |
| 2,2    | 75 à 89 ans  | 2,9    |
| 8,6    | 60 à 74 ans  | 7,2    |
| 27,3   | 45 à 59 ans  | 25,4   |
| 23,0   | 30 à 44 ans  | 21,7   |
| 18,7   | 15 à 29 ans  | 14,5   |
| 20,1   | 0 à 14 ans   | 27,5   |

| Hommes | Classe d’âge | Femmes |
| ------ | ------------ | ------ |
| 0,2    | 90 ans ou +  | 0,8    |
| 4,5    | 75 à 89 ans  | 7,1    |
| 11,0   | 60 à 74 ans  | 11,5   |
| 21,1   | 45 à 59 ans  | 20,7   |
| 22,0   | 30 à 44 ans  | 21,6   |
| 20,0   | 15 à 29 ans  | 18,5   |
| 21,3   | 0 à 14 ans   | 19,9   |

## Culture locale et patrimoine

### Lieux et monuments
- Le château (XVIIIe siècle) et son jardin[10]
- L'église Notre-Dame-de-Lorette (XVIe siècle) : construite en brique et en silex entre 1530 et 1539. Ses vitraux du XVe siècle[11] sont attribués à l'école des Le prince, maîtres verriers de Beauvais.

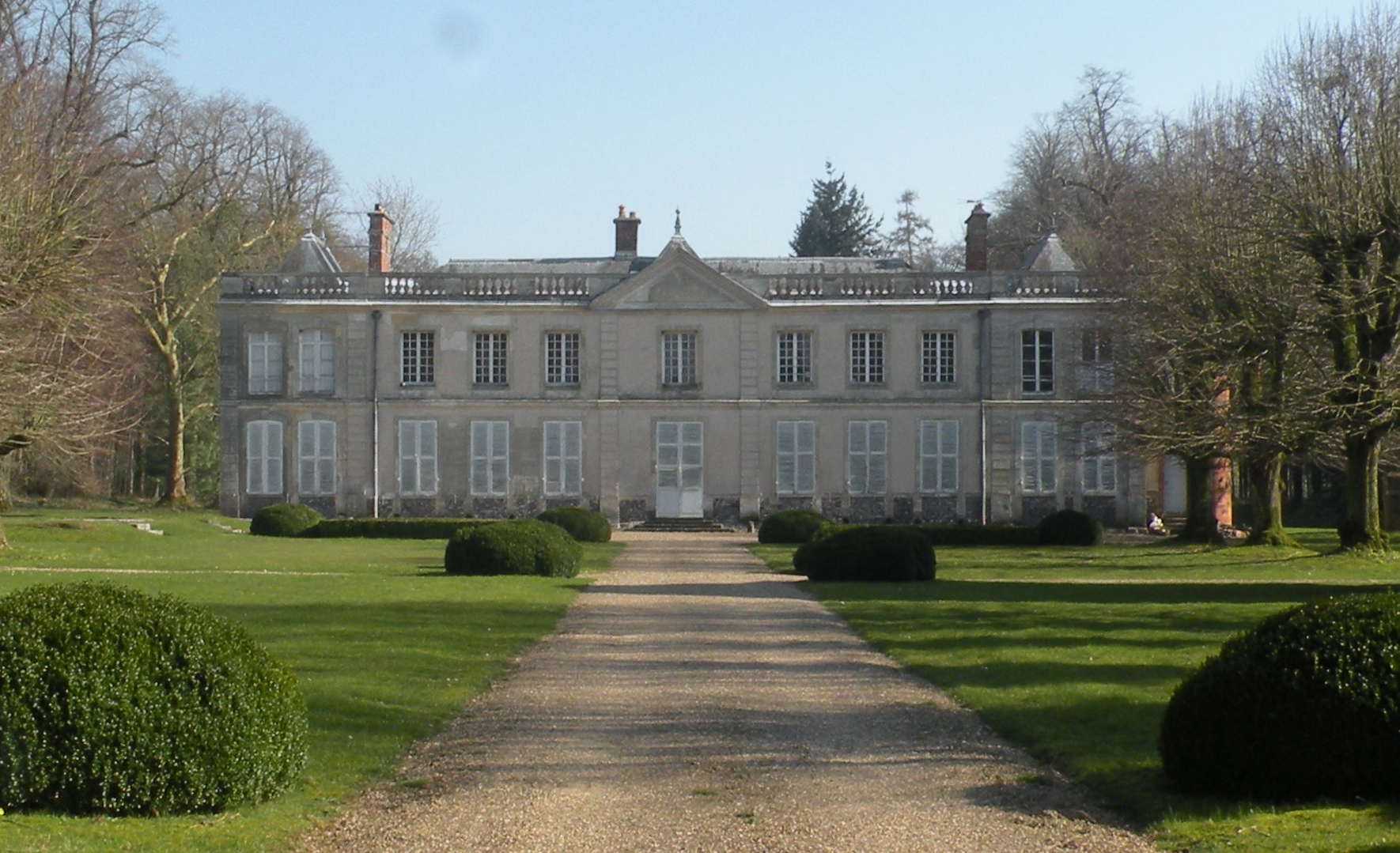
Le château.
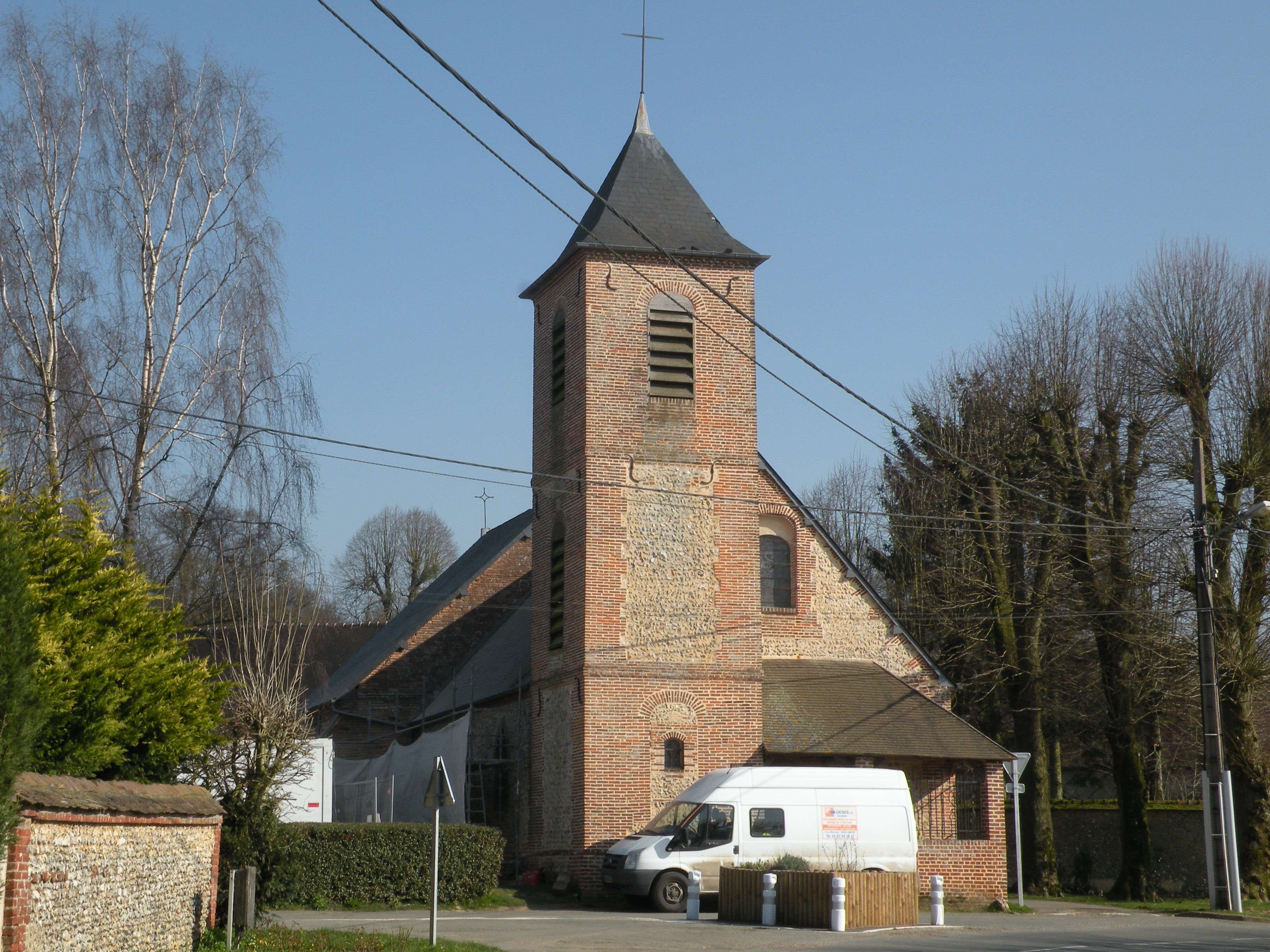
L'église.